# NGC 7206
NGC 7206 est une vaste galaxie lenticulaire relativement éloignée et située dans la constellation de Pégase. Sa vitesse par rapport au fond diffus cosmologique est de 9 089 ± 39 km/s, ce qui correspond à une distance de Hubble de 134,1 ± 9,4 Mpc (∼437 millions d'al). NGC 7206 a été découverte par l'astronome allemand Albert Marth en 1864.
Les galaxie NGC 7206 et NGC 7207 sont voisines dans le ciel. La distance de NGC 7206 est de 124,5 ± 8,7 pc, une différence d'un peu moins de 10 pc, mais si l'on considère les incertitudes de ces valeurs, elles pourraient faire partie d'une paire réelle de galaxies.